# Cavalcade of Dance
Cavalcade of Dance ist ein US-amerikanischer Kurzfilm aus dem Jahr 1943 bei dem Jean Negulesco Regie führte.   

## Inhalt
Das professionelle Tanzpaar Veloz and Yolanda stellt Tänze aus den ersten drei Jahrzehnten des 20. Jahrhunderts vor. Sie tanzen Tango, Charleston, Black Bottom, Jitterbug, Rumba und mexikanischen Walzer.

## Hintergrund
Uraufgeführt wurde die Produktion von Warner Bros. am 3. Oktober 1943.

## Auszeichnung
1944 wurde der Film in der Kategorie „Bester Kurzfilm“ (eine Filmrolle) für den Oscar nominiert.